# Selaginella chiquitana
Selaginella chiquitana är en mosslummerväxtart som beskrevs av M. Kessler, A. R. Sm. och Lehnert. Selaginella chiquitana ingår i släktet mosslumrar, och familjen mosslummerväxter. Inga underarter finns listade i Catalogue of Life.